# Verza
José Antonio García Rabasco „Verza” (ur. 29 września 1986 w Orihuela) – hiszpański piłkarz występujący na pozycji pomocnika w Rayo Majadahonda.

## Kariera klubowa
Verza zaczął swoją karierę od rezerw Villarreal CF, gdzie wystąpił kilka razy, zanim zadebiutował w pierwszym zespole. Debiut nastąpił 22 czerwca 2003 roku, pojawił się na murawie na ostatnie 20 minut, a Villarreal CF przegrał 1-4 z Betisem Sevilla.
W styczniu 2005 roku został wypożyczony do Recreativo Huelva, do końca sezonu. W lipcu podpisał kontrakt z Córdobą, grającą w Segunda División B.
8 stycznia 2007 roku został wypożyczony do Orihuela CF. Sezon 2007/08 spędził w Orihuela CF, podpisując roczny kontrakt w lipcu 2007 roku.
Po 1,5 rocznej grze na przedmieściach Valencii, Verza podpisał dwuletni kontrakt z Albacete Balompié. Verza był wiodącą postacią w Albacete Balompié, ale po spadku do Segunda División B, postanowił odejść do Almeríi.
3 sierpnia 2011 roku zadebiutował w meczu z Gironą, zremisowanym 2-2. Hiszpan swoją dobrą grą, pomógł klubowi z Almeríi, wrócić do najwyższej klasy rozgrywkowej w Hiszpanii po dwuletniej absencji.

### Statystyki klubowe
| Sezon   | Klub              | Kraj      | Liga             | Mecze | Bramki | Puchar Kraju | Mecze | Bramki |
| ------- | ----------------- | --------- | ---------------- | ----- | ------ | ------------ | ----- | ------ |
| 2002/03 | Villarreal CF     | Hiszpania | Primera División | 1     | 0      | -            | -     | -      |
| 2003/04 | Villarreal CF     | Hiszpania | Primera División | 3     | 0      | -            | -     | -      |
| 2004/05 | Villarreal CF     | Hiszpania | Primera División | 0     | 0      | -            | -     | -      |
| 2004/05 | Recreativo Huelva | Hiszpania | Segunda División | 15    | 0      | -            | -     | -      |
| 2005/06 | Córdoba CF        | Hiszpania | Segunda División | 25    | 0      | -            | -     | -      |
| 2006/07 | Córdoba CF        | Hiszpania | Segunda División | 8     | 0      | -            | -     | -      |
| 2006/07 | Orihuela          | Hiszpania | Segunda División | 18    | 4      | -            | -     | -      |
| 2007/08 | Orihuela          | Hiszpania | Segunda División | 34    | 2      | -            | -     | -      |
| 2008/09 | Albacete Balompié | Hiszpania | Segunda División | 33    | 4      | -            | -     | -      |
| 2009/10 | Albacete Balompié | Hiszpania | Segunda División | 34    | 2      | -            | -     | -      |
| 2010/11 | Albacete Balompié | Hiszpania | Segunda División | 33    | 6      | -            | -     | -      |
| 2011/12 | UD Almería        | Hiszpania | Segunda División | 38    | 1      | -            | -     | -      |
| 2012/13 | UD Almería        | Hiszpania | Segunda División | 44    | 2      | -            | -     | -      |
| 2013/14 | UD Almería        | Hiszpania | Primera División | 34    | 8      | -            | -     | -      |
| 2014/15 | UD Almería        | Hiszpania | Primera División | 33    | 4      | Puchar Króla | 3     | 1      |
| 2015/16 | Levante UD        | Hiszpania | Primera División | 29    | 2      | Puchar Króla | 2     | 1      |
| 2016/17 | Levante UD        | Hiszpania | Segunda División | 20    | 0      | -            | -     | -      |
| 2017/18 | UD Almería        | Hiszpania | Segunda División | 24    | 2      | Puchar Króla | 1     | 0      |
| 2018/19 | Rayo Majadahonda  | Hiszpania | Segunda División | 24    | 2      | -            | -     | -      |

Stan na: 5 czerwca 2019 r.